# Marcus Piehl
Marcus Piehl (Linköping, 23 agosto 1985) è un nuotatore svedese.
Agli Europei 2008 di Eindhoven ha vinto la medaglia d'oro nella staffetta 4x100 m sl.

## Palmarès
- Mondiali in vasca corta

Shanghai 2006: argento nella 4x100m sl.
Manchester 2008: bronzo nella 4x100m sl.
- Europei

Eindhoven 2008: oro nella 4x100m sl.
- Europei in vasca corta

Vienna 2004: bronzo nella 4x50m sl.
Helsinki 2006: oro nella 4x50m sl.
Debrecen 2007: oro nella 4x50m sl.
- Europei giovanili

Linz 2002: bronzo nella 4x100m sl.
Glasgow 2003: bronzo nei 50m farfalla.